# Fundatie van Renswoude

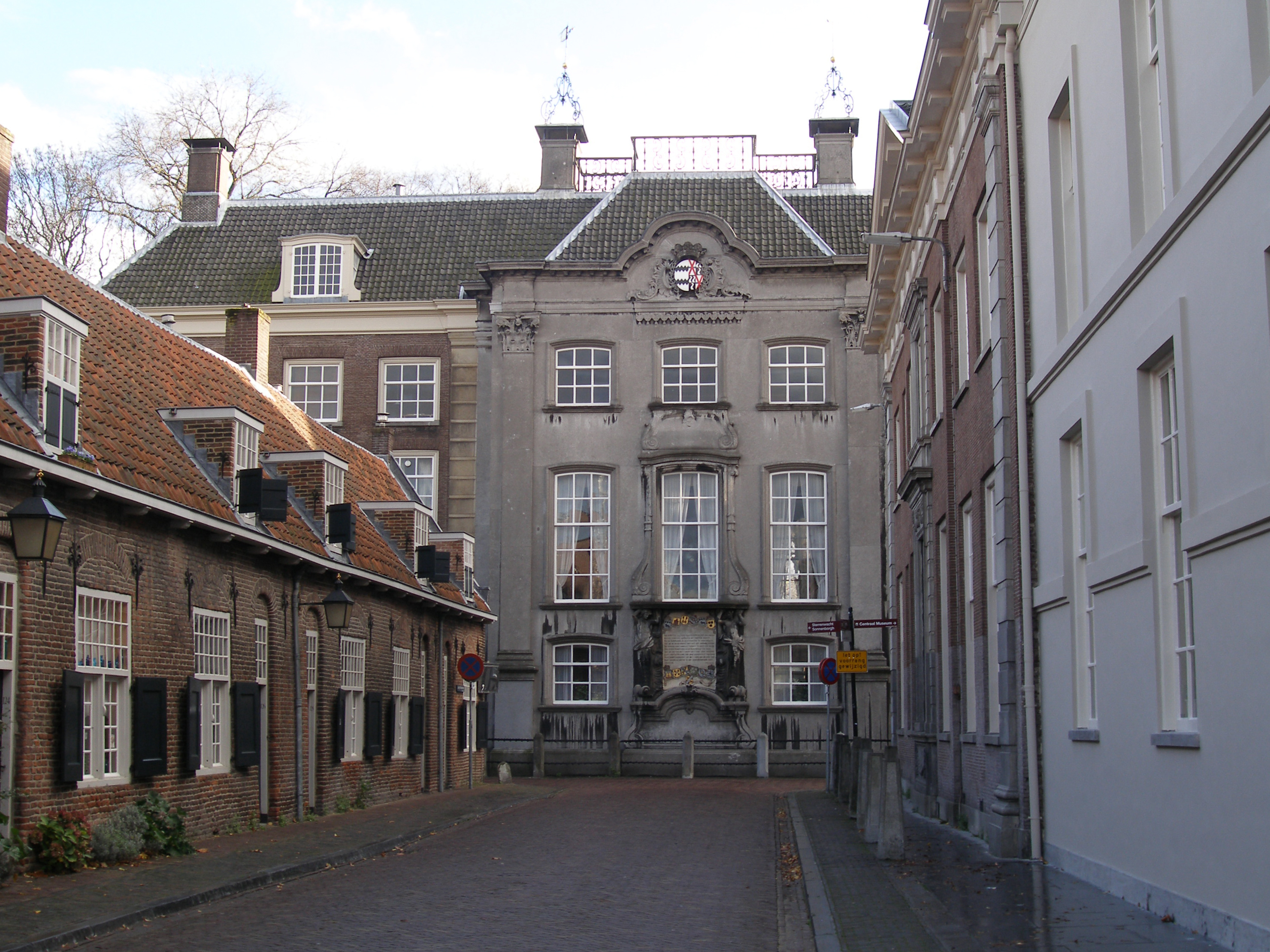
Het gebouw van de Fundatie in Utrecht

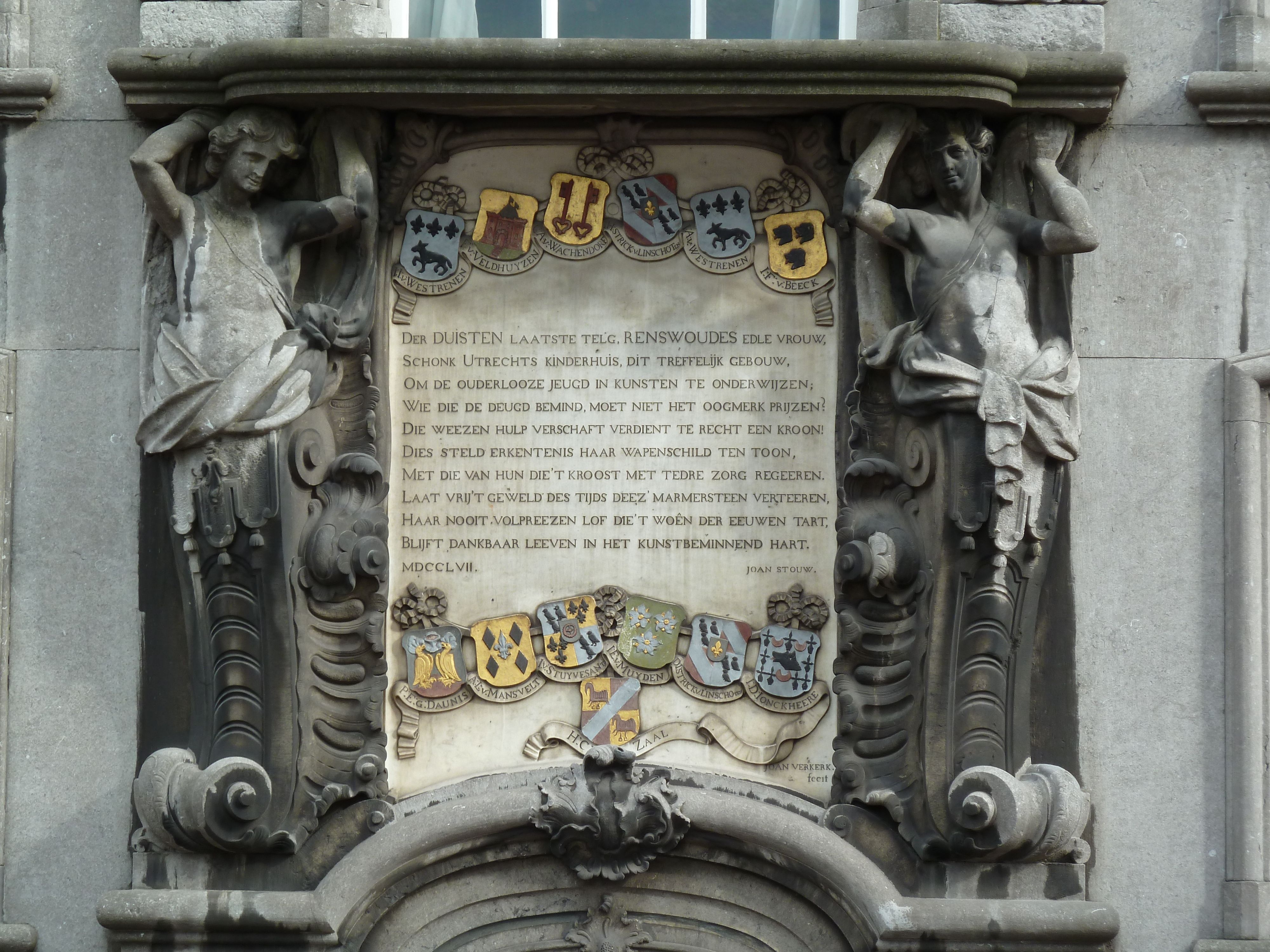
Gevelsteen aan het gebouw

De Fundatie van Renswoude is een Nederlandse stichting met als doel weesjongens een goede opleiding te geven.
In 1754 overleed Maria Duyst van Voorhout. Zij stierf rijk en kinderloos en in haar testament bepaalde zij dat haar geld aangewend moest worden voor het onderwijs aan schrandere wezen. In drie plaatsen werd een aparte stichting opgericht, te weten in Delft, Den Haag en Utrecht. In deze instellingen werd aan niet meer dan twaalf leerlingen per school lesgegeven in onder andere waterbouw, scheepsbouw, tekenen en wiskunde. De jongens kregen eerst twee jaar theoretisch onderwijs, waarna zij de praktische scholing kregen bij verschillende leermeesters.
Tegenwoordig is de Fundatie van Renswoude geen onderwijsinstelling meer, maar talentvolle jongeren tot ongeveer dertig jaar met te weinig financiële middelen, kunnen bij de Fundatie een beurs aanvragen.

## Utrecht
In 1756 werd opdracht gegeven voor de bouw van een groot huis in de Agnietenstraat om ‘schrandere wezen’ uit het naastgelegen Stadsambachtskinderhuis (nu het Centraal Museum). De Nederlandse wiskundige, bouwmeester, cartograaf en leermeester in de navigatie Laurens Praalder was er een van de eerste leraren.
Het gebouw, een van de hoogtepunten van de rococo in Nederland, is ontworpen door Johan Verkerk en is te bezichtigen. Het weelderige interieur is grotendeels in oorspronkelijke staat bewaard gebleven.
Sinds 1922 wonen er geen leerlingen meer in het huis; het bestuur van de stichting geeft nu gevolg aan de wens van de vrijvrouwe door het verlenen van studiebeurzen. Om de instandhouding van het gebouw te financieren verhuurt de stichting de stijlkamers voor bijzondere gelegenheden.
In april 2025 maakte de stichting bekend "dat het college van regenten van de Fundatie van de Vrijvrouwe van Renswoude te Utrecht met pijn in het hart heeft besloten het monumentale pand aan de Agnietenstraat in Utrecht, dat sinds de oprichting in 1762 in eigen beheer is geweest, te verkopen”. De opbrengst van de verkoop zal volgens de stichting volledig worden gebruikt om het vermogen waaruit de studiebeurzen worden verstrekt te vergroten.

## Delft

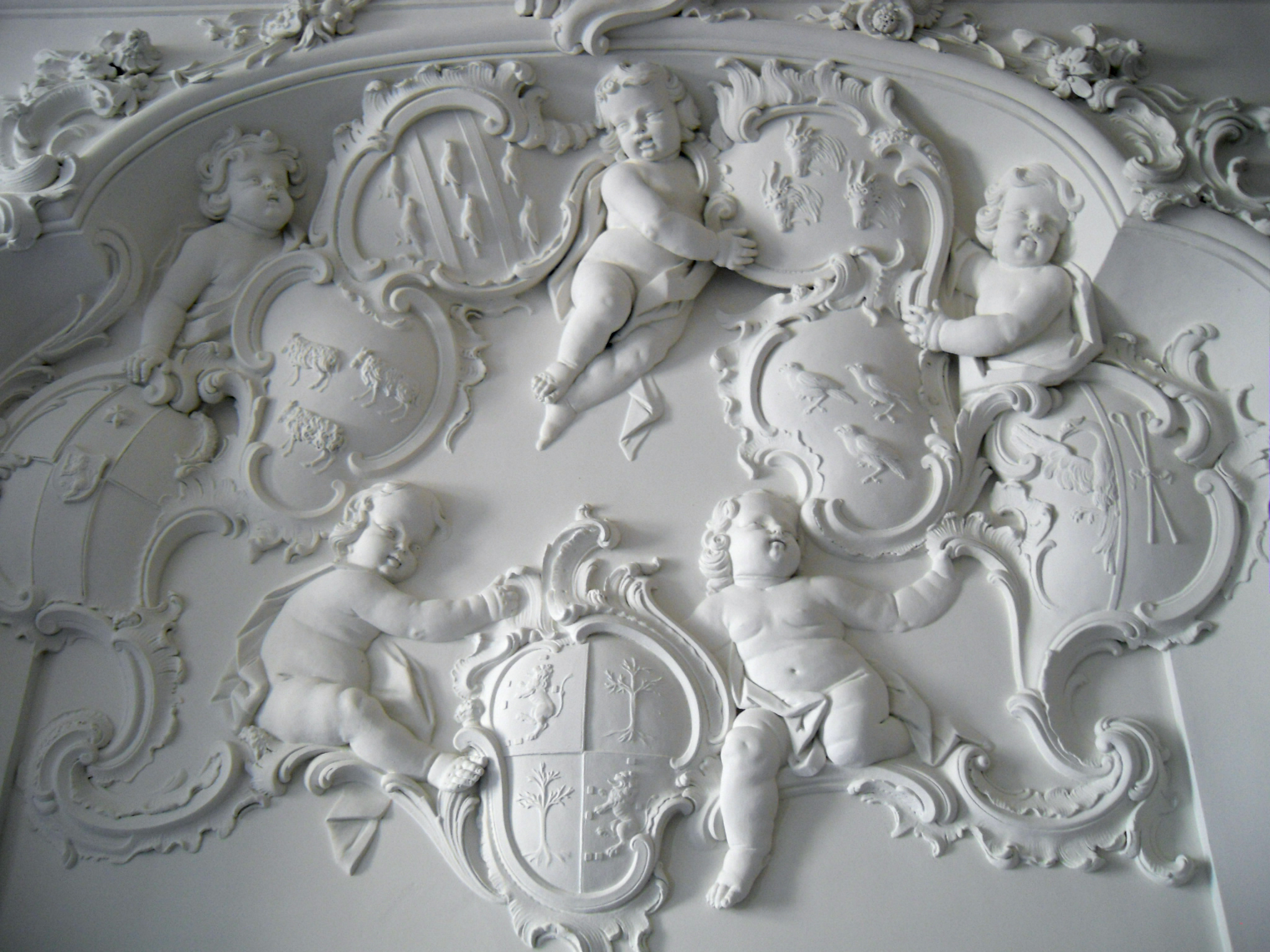
Stucwerk van Joseph Bollina in de entree van de Fundatie van de Vrijvrouwe Van Renswoude, Oude Delft 49.

In 1759 werd de ambachtsschool voor weesjongens in Delft opgeleverd. De Delftse beeldhouwer Joseph Bollina ontwierp en bouwde het 70 meter lange pand aan de Oude Delft, tegenwoordig  49, dat nu bekendstaat als de Fundatie van de Vrijvrouwe van Renswoude. Het gebouw is in Lodewijk XV-stijl opgetrokken, en een vers op de gevel begint met: Hier leeft Maria Duyst, onsterfelijk door haar sterven. Boven een marmeren bank in de hal toont een stucwerk met putti van Bollina de regentenwapens. Ook het stucwerk op de schoorsteenmantel in de regentenkamer, uitbeeldende Minerva met putti, die attributen tonen van een aantal vakken die er werden onderwezen, is van Bollina.
Het pand werd tot 1803 gebruikt, waarna de Fundatie naar Oude Delft 95 verhuisde, dat nog groter was. Er woonden echter nooit meer dan twaalf weesjongens in het weeshuis, wat een luxe en een voorrecht was ten opzichte van de gewone weeshuizen. In de Franse Tijd kwam de Fundatie in financiële problemen en daarom verhuisde ze in 1812 naar het kleinere Oude Delft 51.
In 1843 kocht de Fundatie het oorspronkelijke pand aan de Oude Delft 49 terug, maar door de vorige eigenaren waren de achterste delen van het pand gesloopt. Ook professor H. ter Meulen, die het gebouw in 1911 kocht, liet het bij een verbouwing inkorten. In 1936 ging het pand over naar de huidige eigenaar, Vereniging Hendrick de Keyser.
Sinds 2006 vergadert de Fundatie weer in de regentenkamer van dit gebouw.

## Den Haag
In Den Haag werd voor de kinderen die onder de hoede van de Fundatie naar school gingen, een nieuwe vleugel aan het Burgerweeshuis aan het Westeinde gebouwd.
In 1923 verhuisde het Burgerweeshuis naar het Jozef Israëlsplein in Den Haag.
Sinds de zestiger jaren van de 20e eeuw wordt het huis het Renswoudehuis genoemd, toen het een internaat werd voor expat-kinderen.

## Trivia
- De drukkerij Koninklijke De Swart werd door een student van de Fundatie in 1803 gesticht.
- De bouwmeester van de Utrechtse Fundatie Johan (Jan/ Joan) Verkerk was in diezelfde periode ook verantwoordelijk voor de ingrijpende verbouwing van kasteel Sterkenburg. Eigenaar mr Jan Jacob van Westrenen (1685-1769) was tevens regent van de Fundatie. In 1769 heeft Verkerk voor de familie Van Westrenen een groots grafmonument gemaakt in de Jacobikerk (Utrecht).